# Пояконда (станция)
Пояконда — железнодорожная станция Мурманского региона Октябрьской железной дороги. Расположена на железнодорожной линии Санкт-Петербург — Мурманск на участке Лоухи — Ручьи-Карельские, в 370 км от станции Мурманск.

## История
С 3 ноября 1916 года известна как место стыковки Карельского и Кандалакшского участков строящейся Мурманской железной дороги, после которого стало возможно сквозное движение поездов от Санкт-Петербурга до Романова-на-Мурмане (ныне Мурманск). Станция открыта в 1928 году.
До 17 ноября 1987 года станция находилась в Карельской АССР, откуда была передана в Мурманскую область и 20 января 1988 года включена в состав одноимённого населённого пункта.

## О станции
Расположена на юге Кандалакшского района Мурманской области. Сразу за южной горловиной станции начинается Республика Карелия. Станционное здание и пост ЭЦ расположены на возвышенности.

## Движение поездов
| Пригородное сообщение по станции | Пригородное сообщение по станции |
| № поезда                         | Маршрут движения                 |
| -------------------------------- | -------------------------------- |
| 6673                             | Кандалакша — Лоухи               |
| 6674                             | Лоухи — Кандалакша               |

| Круглогодичное обращение поездов | Круглогодичное обращение поездов | Круглогодичное обращение поездов | Круглогодичное обращение поездов |
| № поезда                         | Маршрут движения                 | № поезда                         | Маршрут движения                 |
| -------------------------------- | -------------------------------- | -------------------------------- | -------------------------------- |
| 21                               | Мурманск — Санкт-Петербург       | 22                               | Санкт-Петербург — Мурманск       |
| 91                               | Мурманск — Москва                | 92                               | Москва — Мурманск                |
| 143                              | Мурманск — Вологда               |                                  |                                  |